# Hemo-oxigenasa
Las hemo-oxigenasas, hemooxigenasas, o hemo oxigenasas (abreviada HMOX o HO) son enzimas catalizadoras de la degradación de hemo para producir biliverdina, hierro ferroso, y monóxido de carbono.
Hay en la naturaleza muchas enzimas que degradan el hemo. En general, solo enzimas aeróbicas que degradan el hemo son denominadas enzimas afines a HMOX, mientras típicamente se excluye las enzimas anaeróbicas de la familia.

## Estructura y funciones
Las hemo-oxigenasas EC: 1.14.99.3 catalizan la degradación de hemo a biliverdina/bilirrubina, hierro ferroso, y monóxido de carbono. El genoma humano codifica al menos dos y posiblemente tres isoformas de HMOX. Además de la función de catabolizar hemo, todas las isoformas comparten una secuencia diagnóstica de 24 aminoácidos considerada esencial para la actividad enzimática. Aunque está presente en el cuerpo entero, la HMOX es más activa en el bazo, donde facilita la degradación de hemoglobina durante el reciclaje de eritrocitos.